# Guido Cagnacci

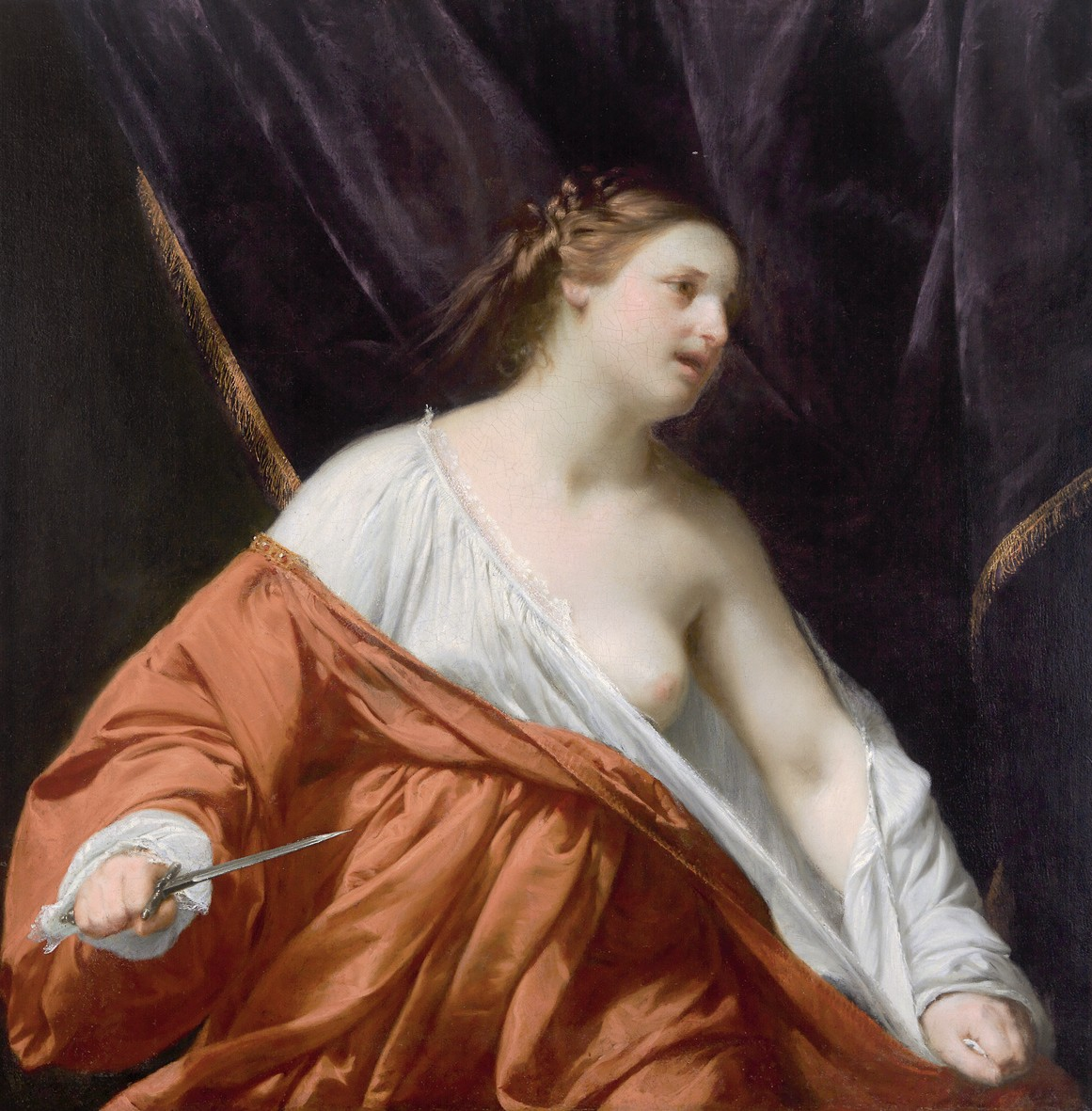
Lukrecja

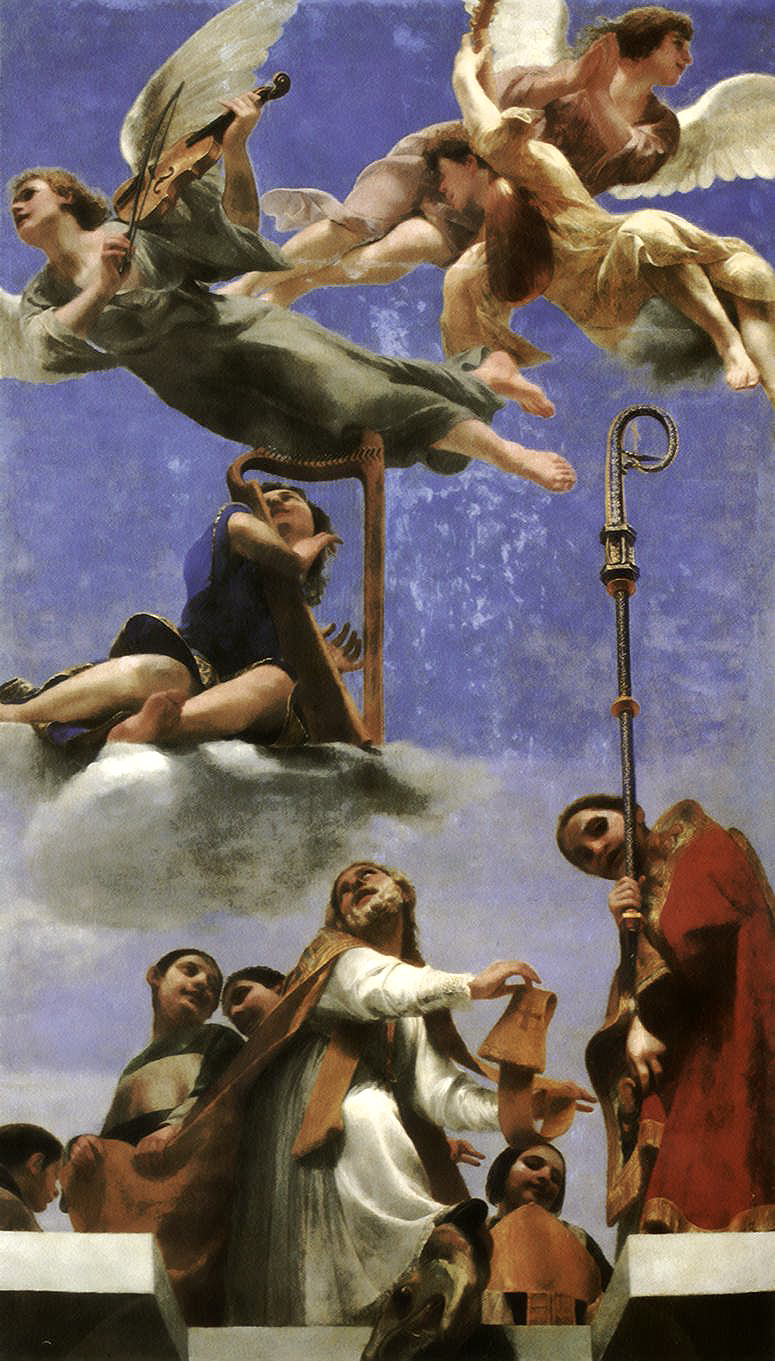
Apoteoza św. Merkuriala (1642-43)

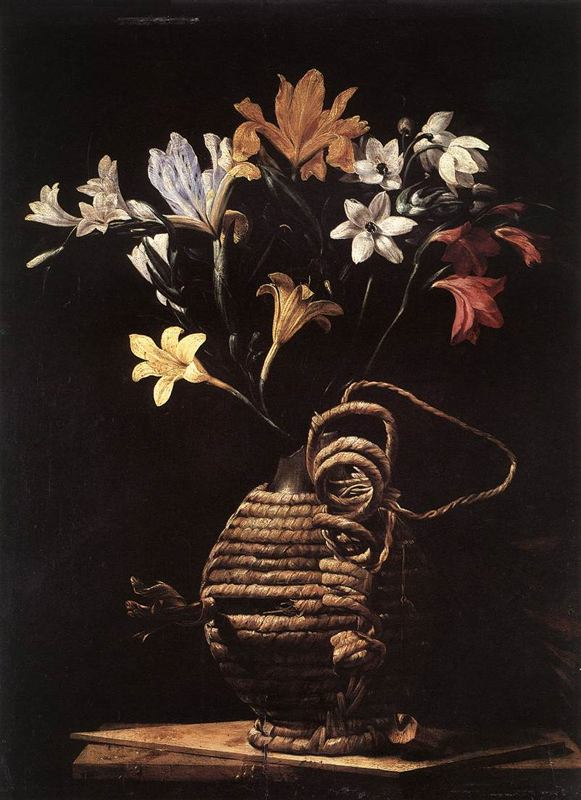
Kwiaty w wazonie (ok. 1645)

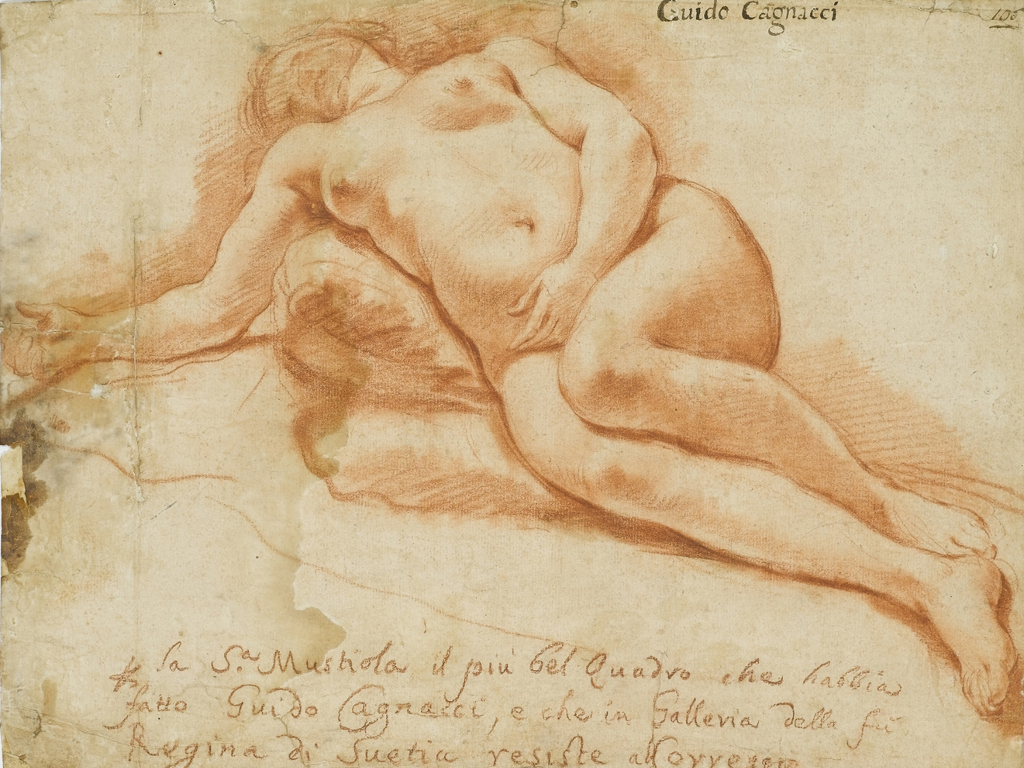
Naga kobieta (rysunek)

Guido Cagnacci, właśc. Guido Canlassi (ur. 1601 w Santarcangelo di Romagna, zm. 1663 w Wiedniu) – włoski malarz i rysownik okresu baroku, przedstawiciel malarstwa bolońskiego XVII wieku.

## Życiorys
Pochodził z niewielkiej miejscowości k. Rimini. Natura nie obdarzyła go urodą, stąd jego przydomek Cagnacci. Kształcił się w Bolonii (1618-21). Dwukrotnie przebywał w Rzymie. W latach 1623–48 działał w różnych miastach Romanii, często zmieniając miejsce zamieszkania (Rimini, Rawenna, Forli, Faenza, Cesena). W 1650 wyjechał do Wenecji, gdzie używał nazwiska Guido Baldo Cardassi lub Can-lassi. W 1658 przeniósł się do Wiednia, gdzie został nadwornym malarzem Leopolda I Habsburga. Pochowany został w wiedeńskim kościele Augustianów. Prowadził dość burzliwy tryb życia. Często nie dotrzymywał ważnych umów i zobowiązań narażając się na liczne procesy. Po śmierci szybko został zapomniany. W 2008 poświęcono mu wielką wystawę w Muzeum San Domenico w Forli.

## Twórczość
W pierwszym okresie twórczości tworzył głównie kompozycje  religijne na zamówienie kościołów i klasztorów, łącząc wzorce klasyczne (inspirował się antykiem) z wpływami Rafaela (m.in. dwa monumentalne płótna Apoteoza św. Waleriana i Apoteoza św. Merkuriala, wyróżniające się śmiałymi efektami iluzjonistycznymi, przeznaczone do katedry Santa Croce w Forli), Podczas pobytu w Wenecji zaczął malować obrazy przedstawiające zmysłowe, półnagie postacie kobiet (liczne wersje Lukrecji, Kleopatry, Marii Magdaleny), odznaczające się dużym ładunkiem emocjonalnym, zmysłowym klimatem i mistrzowskim światłocieniem. Jest też autorem doskonałej martwej natury Kwiaty w butelce po winie (wybitne osiągnięcie caravaggionizmu), choć niektórzy badacze kwestionują autorstwo dzieła.  W jego malarstwie widać wpływy Guida Reniego, Guercina oraz naturalistycznej szkoły Caravaggia. 
W zbiorach Muzeum Narodowego w Warszawie znajduje się jego niewielki obrazek  Głowa Madonny.

## Wybrane dzieła
- Głowa Madonny -   I poł. XVII w., 44,5 × 38 cm, Muzeum Narodowe w Warszawie
- Powołanie św. Mateusza -  1620-25, 183 x 145 cm, Museo della Città, Rimini
- Papież Sykstus w ekstazie -  1627, 240 x 142 cm, Kościół parafialny San Biagio, Saludecio
- Procesja z Najświętszym Sakramentem -  1628, Kościół parafialny San Biagio, Salucedio
- Śpiący Chrystus ze św. Zachariaszem i małym św. Janem -  1630-40, 94 x 131 cm, Musée Condé, Chantilly (przypisywany)
- Madonna ze świętymi Andrzejem Corsinim, Teresą z Avila i Marią Magdaleną de’Pazzi –  1630, San Giovanni Battista, Rimini
- Dzieciątko Jezus ze św. Józefem i św. Eligiuszem -  1635, 245 x 163 cm, San Michele, Santarcangelo di Romagna
- Trzech męczenników jezuickich w Japonii -  ok. 1635, 140 x 250 cm, San Francisco Saverio, Rimini
- Święta Agata -  1635-40, 121 x 97 cm,  102,4 × 76,8 cm,  Banca Popolare dell’Emilia Romagna, Modena
- Św. Franciszek w ekstazie -  1637, 170 x 86 cm, Museo Civico, Rimini
- Młody męczennik -  1638-40, 95 x 139 cm, Musée Fabre, Montpellier
- Wniebowzięcie św. Marii Magdaleny -  ok. 1640, 192,5 x 38,5 cm, Galleria Palatina, Florencja
- Św. Magdalena wzięta do nieba -  1640-42, 162 x 123 cm, Stara Pinakoteka, Monachium
- Apoteoza  św. Merkuriala -  1642-43, 411 x 230 cm, Pinacoteca Civica, Forli
- Apoteoza św. Waleriana -  1643-44, 411 x 230 cm, Pinacoteca Civica, Forli
- Kwiaty w butelce po winie -  ok. 1645, Pinacoteca Civica, Forli
- Judyta z głową Holofernesa -  ok. 1645, 103,5  x  136,5 cm, Pinacoteca Nazionale, Bolonia
- Dawid z głową Goliata -  1645-50, 108,3 x 86,4 cm, J. Paul Getty Museum, Los Angeles
- Alegoria Czasu -  ok. 1650, 108,5 x 84 cm, Fondazione Cavallini Sgarbi, Ferrara
- Porwanie Europy -  ok. 1650, 115  x  94,5  cm, Collezione Molinari-Pradelli, Castenaso
- Alegoria astrologii sferycznej -  1650-55, 75,5 x 65,5 cm, Pinacoteca Civica, Forlì
- Jakub pomiędzy Leą i Rachelą -  ok. 1655, 149 x 187 cm, Royal Collection, Londyn
- Portret cesarza Leopolda I -  1657-58, 190 × 120 cm,  Muzeum Historii Sztuki w Wiedniu
- Samobójstwo Kleopatry -   (1661-1662), 140 x 159,5 cm, Muzeum Historii Sztuki w Wiedniu
- Nawrócenie Magdaleny -  ok. 1660, 229 x 266 cm, Norton Simon Museum, Pasadena
- Kleopatra -  ok. 1660, 120 x 158 cm, Pinakoteka Brera, Mediolan
- Kleopatra -  ok. 1660, 118,5 x 94,5 cm, Galeria Obrazów Starych Mistrzów w Dreźnie
- Śmierć Lukrecji -  1660-63, 87 x 66 cm, Musée des Beaux-Arts, Lyon
- Św. Hieronim -  1661-62, 160 x 110,5 cm, Muzeum Historii Sztuki w Wiedniu
- Maria Magdalena -  1663, 86×72 cm, Galleria Nazionale d’Arte Antica, Rzym
- Lukrecja -  81,5 x 70 cm, Museo Civico, Bolonia
- Śmierć Kleopatry -  120 x 91 cm, Muzeum Brukenthala, Sybin
- Zuzanna i starcy -  144,5 × 173 cm, Ermitaż, Sankt Petersburg